# 库瑞噶尔祖二世
库瑞噶尔祖二世（约公元前1332年—约公元前1308年在位）（英語：Kurigalzu II）加喜特国王。为亚述人拥立，他以勇敢著称。他打败了埃兰人，同时进攻亚述。在内政方面，他在苏美尔和都城等区域，进行大规模工程建筑。